# Eva Piquer i Vinent
Eva Piquer i Vinent (Barcelona, 30 de maig de 1969) és una escriptora, periodista i professora catalana. Edita i dirigeix el magazín cultural Catorze.

## Biografia

### Carrera docent i periodística
Ha impartit classes de periodisme a la Universitat Autònoma de Barcelona (1994-2001) i ha exercit de corresponsal a Nova York (1992-1994). Va rebre el premi Atlàntida el 2006 al millor articulista en llengua catalana. Ha estat subcap de cultura i coordinadora del suplement cultural del diari Avui, on va treballar del 1988 al 2010. Ha escrit cròniques de cultura, política i societat al diari Ara. Ha escrit a La Vanguardia, El Periódico, Time Out Barcelona, Nació Digital, Catalan International View i altres mitjans. Des del 1992 fins al 2022 ha col·laborat a Catalunya Ràdio. També ha fet seccions sobre llibres a RAC1. El 2014 va impulsar i editar la publicació digital cultural Catorze, que va ser premiada amb el 15è Premi LletrA de projectes digitals l'any 2015 i el Premi Nacional de Cultura, que es considera la distinció més important en el camp de la cultura a Catalunya, l'any 2018. Catorze també ha rebut el Premi de Comunicació no Sexista del 2017, el Premi Marta Mata del 2020 i el Premi Lletra Nacional del 2023.

### Carrera editorial
Com a directora literària de l'editorial Thassàlia (1995-1997), va publicar llibres de Kate Atkinson, Daniel Pennac, Anita Brookner, Alexander Jardin, Barbara Trapido, Jerome Charyn, Rachel Cusk, Ann Beattie i Kingsley Amis, entre d'altres. Formà part del col·lectiu Germanes Quintana.

### Activitat política
A les eleccions al Parlament de Catalunya de 2012 es va presentar en setè lloc, com a independent, a la llista d'Esquerra Republicana de Catalunya per la circumscripció de Barcelona, i va assolir l'escó. Dos mesos després de la constitució del Parlament, el 19 de febrer de 2013, va renunciar a l'escó al·legant motius personals.

## Obres literàries

### En solitari
- 1996 — La noia del temps. El Vaixell de Vapor. Cruïlla, 1997.
- 1997 — Què pensa Mikimoto?
- 1999 — Alícia al país de la televisió
- 2002 — Una victòria diferent
- 2003 — No sóc obsessiva, no sóc obsessiva, no sóc obsessiva: Dèries, plaers i addiccions d'una lectora desacomplexada
- 2004 — Els fantasmes no saben nedar
- 2005 — Supermare treballadora i altres estafes
- 2010 — La feina o la vida. Certeses (provisionals) d'una mare desacomplexada
- 2012 — Petita història de Barcelona
- 2014 — Catorze de cara al 2014
- 2014 — Marta Rovira, cada dia més a prop[7]
- 2018 — Evasions. Amb il·lustracions d'Eva Armisén.
- 2021 – Com abans de tot. Amb il·lustracions d'Eva Armisén.
- 2023 - Aterratge

### Col·lectives
- 1998 — Zel
- 2000 — Por
- 2001 — Domèstics i salvatges
- 2003 — Tancat per vacances (amb Sebastià Alzamora, Lluís Calvo, Miquel de Palol i Muntanyola, Gemma Lienas, Andreu Martín, Isabel Olesti, Maria Mercè Roca, Care Santos i Lluís Maria Todó)

## Premis i reconeixements
- 1996 Vaixell de vapor per La noia del temps.[8]
- 1999 Ciutat d'Olot-Marià Vayreda per Alícia al país de la televisió.
- 2002 Josep Pla per Una victòria diferent.
- 2006 Premi Atlàntida al millor articulista en llengua catalana.[9]
- 2024 Premi Setè cel de Salt per Aterratge.[10]